# Lifted
Lifted (Práctica extraterrestre, en Hispanoamérica, y Abducido, en España) es un corto de animación de Pixar acerca de la abducción extraterrestre.
Fue incluido con la película Ratatouille en el cine.

## Argumento
La historia habla sobre un extraterrestre adolescente que, frente a la atenta e inexpresiva mirada de un supervisor, está aprendiendo a abducir humanos. Sin embargo, en su examen falla constantemente. Tras una serie de desastrosos fallos, y después de que el supervisor pone todo en orden de nuevo, ofrece al alumno el pilotaje del platillo volante. Éste se desploma sobre la casa y deja intactos únicamente al humano dormido y su cama, ambos en el centro de un enorme hueco al amanecer. Cuando comienzan a aparecer los créditos se escucha que el humano despierta e, inmediatamente después, el grito de su caída hacia el vacío.
- Datos: Q746323